# Ріплин
Ріплин (пол. Rzeplin) — село на Закерзонні в Польщі, у гміні Прухник Ярославського повіту Підкарпатського воєводства. Населення — 400 осіб (2011).

## Географія
Село розташоване на відстані 5 кілометрів на захід від центру гміни села Порохника, 20 кілометрів на південний захід від центру повіту міста Ярослава і 35 кілометрів на схід від центру воєводства — міста Ряшева.

## Історія
За податковим реєстром 1515 р. в селі Ріплин були 2 лани (коло 50 га) оброблюваної землі.
За податковим реєстром 1589 р. село Ріплин належало Івану Пєнянжику, в селі були 1 і 1/2 лана (коло 37 га) оброблюваної землі, корчма, 6 загородників із земельною ділянкою, 1 коморник з тягловою худобою і 4 без тяглової худоби. До 1772 року Ріплин входив до складу Перемишльської землі Руського воєводства Королівства Польського.
В 1772 році внаслідок першого поділу Польщі село відійшло до імперії Габсбургів і ввійшло до складу австрійської провінції Галичина.
Відповідно до «Географічного словника Королівства Польського» в 1880 р. Ріплин знаходився в Ярославському повіті Королівства Галичини і Володимирії, було в селі Ріплин 66 будинків, у присілку Воля Ріплинська — 16 будинків і на землях фільварку — 4 будинки, загалом 483 мешканці, з них 166 греко-католиків, 307 римо-католиків, 4 євангелісти і 6 юдеїв. На той час унаслідок півтисячоліття латинізації та полонізації українці лівобережного Надсяння опинилися в меншості.
У міжвоєнний період село входило до ґміни Прухник Ярославського повіту Львівського воєводства. На 1.01.1939 в селі проживало 990 мешканців, з них 30 україномовних українців, 320 польськомовних українців, 500 поляків, 125 польських колоністів міжвоєнного періоду і 15 євреїв. Українці-грекокатолики належали до парафії Розбір Округлий Порохницького деканату Перемишльської єпархії.
Церкву в селі знищено за наказом польської влади 4 липня 1938.
16 серпня 1945 року Москва підписала й опублікувала офіційно договір з Польщею про встановлення лінії Керзона українсько-польським кордоном. Українці не могли протистояти антиукраїнському терору після Другої світової війни. 147 українців (31 родина) добровільно-примусово виселили в СРСР. Решта українців попала в 1947 році під етнічну чистку під час проведення Операції «Вісла» і була депортована на понімецькі землі у західній та північній частині польської держави, що до 1945 належали Німеччині.
У 1975—1998 роках село належало до Перемишльського воєводства.

## Населення
Демографічна структура станом на 31 березня 2011 року:
|          | Загалом | Допрацездатний вік | Працездатний вік | Постпрацездатний вік |
| -------- | ------- | ------------------ | ---------------- | -------------------- |
| Чоловіки | 208     | 54                 | 136              | 18                   |
| Жінки    | 192     | 39                 | 115              | 38                   |
| Разом    | 400     | 93                 | 251              | 56                   |

## Особистості

### Народилися
- Яків Маковецький (1909—1990) — український громадсько-політичний діяч.